# جون إم فابيان
جون إم فابيان (بالإنجليزية: John M. Fabian)‏ (و. 1939 – م) هو ضابط، ورائد فضاء، وطيار من الولايات المتحدة الأمريكية . ولد في باي تاون، تكساس .

## ريادة الفضاء
شارك في المهمات الفضائية:
- إس تي إس-7
- إس تي إس-51-جي

## التعليم
تعلم في Washington State University، وجامعة واشنطن

## الخدمة العسكرية
خدم في القوات الجوية الأمريكية.

## جوائز
حصل على جوائز منها:
- وسام "العمل الشجاع في الحرب الوطنية العظمى 1941-1945
- وسام جوقة الشرف
- وسام الجو
- وسام الاستحقاق.